# SCSI-9
SCSI-9 ist ein russisches DJ-Duo, bestehend aus den Moskauer Produzenten Anton Kubikov (russ. Антон Кубиков, * 1975 in Moskau) und Maxim Milyutenko (russ. Максим Милютенко, * 1970 in Moskau). Ihre Musik kann dem Genre Minimal Techno zugeordnet werden.

## Geschichte
Kubikov begann seine Karriere zunächst als Techno-DJ in den Moskauer Clubs. 1997 lernt er den Musikproduzenten Maxim Milyutenko kennen. Gemeinsam nahmen sie erste Musikstücke auf. Als erste Veröffentlichung unter dem Alias SCSI-9 erschien 1999 mit Maks Is Dreaming eine Single auf dem Berliner Minimal-Techno-Plattenlabel Salo. Im Jahr darauf erschien mit House Drop ihr erstes Album auf dem russischen Label Citadel Records. Es folgten Veröffentlichungen auf dem zu Force Inc. Music Works gehörenden Label Force Tracks. Als der zugehörige Vertrieb EFA 2005 Konkurs anmeldete, mussten Kubikov und Milyutenko finanzielle Verluste hinnehmen.
Mit der Veröffentlichung der Single All She Wants Is wechselten sie zum renommierten Kompakt-Label und wurden dadurch auch in Deutschland einem größeren Hörerkreis bekannt. Im selben Jahr erschien mit Digital Russian ihr zweites Album auf Force Tracks. In den Jahren 2006 und 2008 folgten weitere Alben auf Kompakt. Zwischenzeitlich veröffentlichten sie mit den Compilations History Pt.1 und Pt.2 Archivmaterial. Gemeinsam mit dem brasilianischen Techno-Produzenten Gui Boratto veröffentlichten sie im Jahr 2007 die Split-EP Matryoshka / Another Day Acid, welche auch die Nummer 55 der stilprägenden Speicher-Serie auf Kompakt darstellt. 
Daneben lieferten sie Remixe für Process (Pelican), Midiots (Song Seven), Superpitcher (Tomorrow), Tom Clark (Midnight Traveller) und Masha Era (Ice Touch).

## Diskografie

### Alben
- 2000: House Drop (Citadel Records)
- 2003: Digital Russian (Force Tracks)
- 2006: The Line of Nine (Kompakt)
- 2007: History Pt.1 (World Club Music)
- 2008: Easy as Down (Kompakt)
- 2008: History Pt. 2 (Algorythmik, World Club Music)
- 2013: Metamorphosis (Klik Records)
- 2019: Squares And Circles (Apparel Tronic)
- 2020: Nebula Hotel

### Singles und EPs
- 1999: Maks Is Dreaming (Salo)
- 1999: Middle of the Way (Force Tracks)
- 2000: Be So Good in the Fresh (Salo)
- 2001: Contape (Salo)
- 2001: Cozmoport (Force Tracks)
- 2001: Silkcome EP (Trapez)
- 2002: Digital Milk EP (Force Tracks)
- 2002: Digital Summer (Force Tracks)
- 2002: Lady Delay (Freizeitglauben)
- 2002: Move Your Body Boogy (Freizeitglauben)
- 2003: All She Wants Is (Kompakt)
- 2003: From Cover to Cover (Morris / Audio)
- 2004: Location Unknown (Tyrant)
- 2004: Mini (Kompakt)
- 2005: Ich kann nicht anders (Fragment)
- 2005: On the Edge (Kompakt)
- 2006: Puzzle EP (Phlegmatek Recordings)
- 2006: Railway Sessions (2006)
- 2006: Spring Will Tell (Tyrant)
- 2006: Transsibirski Express (Neutonmusic)
- 2006: Wild Flowers (Highgrade Records)
- 2007: Flight Mode EP (Pro-tez Records)
- 2007: Kroy Menya V Pol Bita (Fear of Flying)
- 2007: Speicher 55 (Kompakt Extra)
- 2008: Easy as Down Vol. 1 (Kompakt)
- 2008: Haystack (Subotnik)
- 2008: Tierra del Fuego (Highway Records)